# 柬埔寨—英国关系
柬埔寨王国－联合王国关系，简称英柬关系或柬英关系，指柬埔寨与英国之间的双边关系。自1953年柬埔寨宣布脱离法属印度支那独立后，柬英两国当年便建立了外交关系。  
1978年，英国是第一个谴责柬埔寨共产党人权记录的国家。英国驻柬埔寨大使馆于1953年在金边开馆，直到1975年3月红色高棉接管并关闭。1991年柬英签署巴黎和平协议后重新开馆。  柬埔寨在伦敦也设有使馆。

## 英国援助
英国参与组建了柬埔寨法院特別法庭，每年向柬埔寨捐款约1000万英镑，主要用于促进民主改革，人权与良政，卫生，教育，城市贫困项目，农村生计的发展等，并解决恋童癖，人口贩运，林业等日益严重的问题犯罪和艾滋病毒的传播。 